# Josef Beutelmann
Josef Beutelmann (* 12. Mai 1949 in Nordkirchen) ist ein deutscher Betriebswirt und Aufsichtsratsvorsitzender der Barmenia Versicherungen. 

## Leben
Ab 1964 absolvierte Beutelmann eine Ausbildung zum Versicherungskaufmann bei den Barmenia Versicherungen in der Bezirksdirektion Münster. Anschließend war er dort sowie in der Bezirksdirektion Dortmund tätig und wechselte schließlich in die Wuppertaler Hauptverwaltung. 1970 stieg er vorübergehend aus dem Unternehmen aus, um ein Studium des Versicherungswesens an der Fachhochschule Köln zu absolvieren. Dieses schloss er 1973 als Diplom-Betriebswirt ab. Anschließend studierte er an der Universität zu Köln Betriebswirtschaftslehre und wurde 1976 Diplom-Kaufmann.
Im Jahr 1976 trat Beutelmann schließlich wieder in die Barmenia Versicherungen ein und wurde bereits 1977 zum Assistenten des Geschäftsführers der Barmenia Versicherungs-Vermittlungs-Gesellschaft ernannt. 1979 übernahm der die Leitung der Hauptabteilung Außendienst II sowie 1982 auch die Leitung der Hauptabteilung Außendienst I. 1985 folgte der Vertriebsbereich „Mitte“, dem zwölf Bezirksdirektionen untergeordnet sind.
Im Juli 1989 wurde Beutelmann zum stellvertretenden Mitglied der Vorstände der Barmenia Krankenversicherung a. G. und der Barmenia Allgemeine Versicherungs-AG, bereits zwei Jahre später war er ordentliches Vorstandsmitglied aller drei Unternehmen. Im Juni 1998 wurde er außerdem Geschäftsführer der Barmenia Beteiligungsgesellschaft mbH. Wenige Wochen später wurde Beutelmann zum Vorstandsvorsitzenden gewählt, im Juli 1999 dann auch zum Generaldirektor. Vorsitzender des Vorstands blieb er bis 2013, als ihn Andreas Eurich ablöste. Seither ist Beutelmann Aufsichtsratsvorsitzender des Unternehmens.
Am 12. Dezember 2006 erhielt Beutelmann die Ehrendoktorwürde des Fachbereichs Wirtschafts- und Sozialwissenschaften der Bergischen Universität Wuppertal.
Privates
Josef Beutelmann ist verheiratet und hat zwei Töchter.

## Weitere Funktionen
Beutelmann ist Vorstandsvorsitzender des Arbeitgeberverbands der Versicherungsunternehmen in Deutschland und des Berufsbildungswerks der Deutschen Versicherungswirtschaft, Aufsichtsratsvorsitzender der Sana Kliniken, Hochschulratsvorsitzender der Bergischen Universität Wuppertal, Mitglied des Präsidialrates des Johanniter-Unfall-Hilfe e. V., Botschafter der Stadt Wuppertal sowie Sprecher der „Konferenz der Vorsitzenden der Hochschulräte an den Universitäten in NRW“.